# بوسماعیل
بوسماعیل یک منطقهٔ مسکونی در الجزایر است که در ناحیه ثنیه واقع شده‌است. بوسماعیل ۲٫۶ کیلومتر مربع مساحت دارد ۵۷۰ متر بالاتر از سطح دریا واقع شده‌است.